# Spongarda

## Origen del nombre
En Crema el nombre está ya documentado desde 1755, pero su origen se hace resalir a una preparación reportada por el histórico cremasco Pietro Terni en 1526, una tarta mórbida y mantecosa, del latín "spongia".

## Características
La Spongarda se presenta como una tarta baja, de pasta compacta, elegantemente punteada y perforada en los latos y en la superficie, que encierra un rico relleno de frutas secas, fruta escarchada y especias; la receta remanda a dulces con un nombre similar productos en otras regiones, la "Spongata" de Brescello y la "Spongata" de Sarzana entre los más famosos.
Su relleno tiene probablemente orígenes renacimentales por el uso de la especiadura entre los ingredientes. Se produce en las pastelerías de Crema, porque es una preparación complicada. Alguna de ellas en 2009 se asociaron en la "Congrega della Spongarda" (Congrega de la Spongarda) para tutelar y promover la difusión también en otros lugares.

## Ingredientes
Se prepara con harina, azúcar, mantequilla, canela, especias, mandorlas tritadas, nueces o abanas, pasa de uva y fruta escarchada. Alguien utiliza un mostaccino (bizcocho de Crema especiado que se utiliza en los "tortelli") en lugar de las especias.